# Ctenophora (Ctenophora)
Sous-genre
Ctenophora (Ctenophora) est un sous-genre d'insectes diptères nématocères de la famille des tipulidés.

## Espèces
Ctenophora amabilis – Ctenophora apicata – Ctenophora biguttata – Ctenophora ctenophorina – Ctenophora elegans – Ctenophora flaveolata – Ctenophora formosana – Ctenophora guttata – Ctenophora nigriceps – Ctenophora nikkoensis – Ctenophora nubecula – Ctenophora pectinicornis – Ctenophora perjocosa – Ctenophora pselliophoroides – Ctenophora scalator – Ctenophora tricolor

### Espèces rencontrées en Europe
- Ctenophora (Ctenophora) elegans Meigen, 1818
- Ctenophora (Ctenophora) flaveolata (Fabricius, 1794)
- Ctenophora (Ctenophora) guttata Meigen, 1818
- Ctenophora (Ctenophora) nigriceps (Tjeder, 1949)
- Ctenophora (Ctenophora) pectinicornis (Linnaeus, 1758)
- Ctenophora (Ctenophora) tricolor Loew, 1869